# V Hydrae
V Hydrae är en halvregelbunden variabel av SRA-typ i stjärnbilden Vattenormen.
Stjärnan varierar mellan visuell magnitud +6,0 och 12,3 med en period av 530,7 dygn.